# Sorte Hest
Le Sorte Hest (le Cheval noir) est une ancienne auberge du XVIIe siècle située autrefois aux portes de la ville de Copenhague. Elle est une des plus anciennes bâtisses de la capitale danoise. Elle devint, au cours de son histoire, un relais de poste, une fabrique de poêles à chauffage avant de devenir un temps un squat puis une pension de famille et une boulangerie.

## Histoire

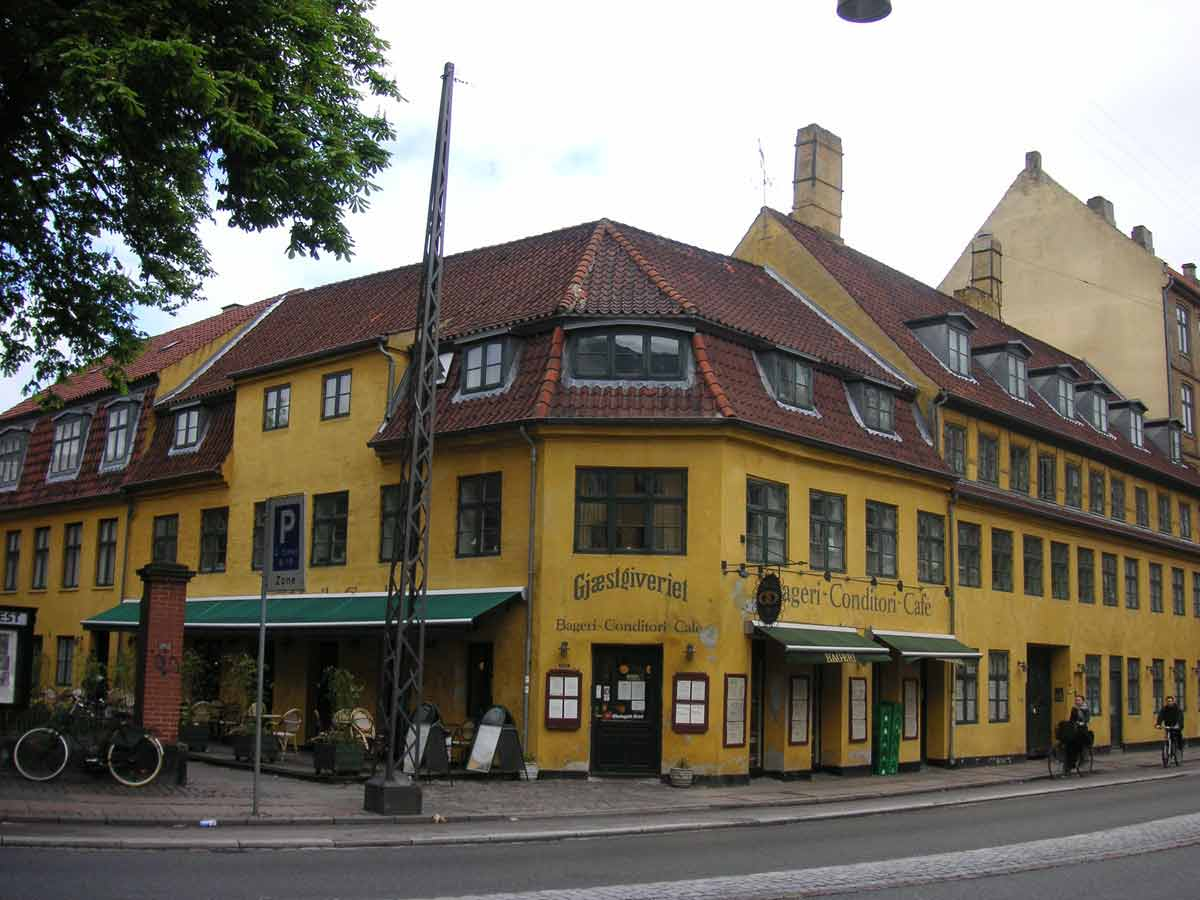
L'ancienne auberge et relais de poste "Sorte Hest" (Au Cheval noir).

L'auberge du Sorte Hest fut édifiée au cours du XVIIe siècle sous le nom de "Au lion d'or" (en danois: Den Gyldne Løve). Elle était également une brasserie et une échoppe de vente de spiritueux. Cette auberge fut réaménagée un relais de poste en 1771 sous le nom de "Sorte Hest" (Au Cheval noir). Elle était située à la sortie de la capitale du Danemark, à côté des anciens remparts de Copenhague sur la route de Vesterbrogade, conduisant à Vesterbro. Sur ce même axe routier, en partie carrossé, trois autres auberges attirées le chaland et le voyageur. Elles avaient toutes un nom commun, Au cheval blanc, Au cheval jaune et Au cheval vert. Les auberges du Cheval blanc et du Cheval vert fermèrent leurs portes au cours du XVIIIe siècle. Celle du Cheval jaune survécut encore un bon moment car elle vendait en plus de sa fonction d'hôtellerie, des fruits, des légumes et du tabac, notamment le snus sorte de poudre de tabac humide. Le relais de poste de Sorte Hest subsista encore de nombreuses années, car il servait d'accueil à tous ceux qui arrivaient trop tard pour entrer à l'intérieur des remparts de la ville dont les portes étaient fermées la nuit venue. Au cours du XIXe siècle, le relais de poste de Sorte Hest devint une fabrique de poêles à chauffage et de poêle de masse. 
En 1980, les sociétés immobilières Bøje Nielsens og Axel Juel-Jørgensens Dansk Totalentreprise A/S, propriétaires des lieux, décidèrent de démolir cet ancien bâtiment, pour construire un immeuble et vendre des logements neufs. Mais le Fredningsstyrelsen, une autorité danoise protégeant le patrimoine historique et exerçant son activité dans le cadre du ministère de l'Environnement, s'opposa à ce projet immobilier qui fut finalement abandonné.
En 1986, un squat s'établit à l'intérieur de cet édifice. Les squatteurs ouvrirent un café qu'ils nommèrent  "Café Morgenstjernen" (Café de l'Étoile du matin). Cette occupation va durer plusieurs années jusqu'à l'intervention de la police, le 2 février 1990, qui évacuèrent les lieux. Les deux sociétés immobilières, propriétaires du bâtiment, restaurèrent et rénovèrent entièrement le vieil édifice qui est devenu notamment une pension de famille (gæstgiveriet) et une boulangerie (bageri) avec terrasse de café sur le côté.